# Попков, Михаил Васильевич
Михаил Попков (латыш. Mihails Popkovs, 21 мая 1957 года, Узбекистан) — латвийский дипломат, с августа 2017 года — посол Латвийской Республики в Узбекистане.

## Биография
Михаил Попков родился в Узбекистане 21 мая 1957 года.
После окончания школы поступил на факультет журналистики Ленинградского государственного университета.
Получил распределение в Латвию, с 1979 по 1982 год был репортёром Латвийского радио.
С 1983 по 1991 год работал на Латвийском телевидении, редактором редакции информации.
Вместе с Александром Мирлиным создал русскую службу новостей и стал её ведущим наряду с Ириной Винник и Наталией Аболой.
С 1991 года на дипломатической службе.
1991—1993 годы: директор пресс-службы МИД Латвийской Республики.
1993—1994 годы: посольство Латвии на Украине, временный поверенный.
В 1994—1995 году прошел программу обучения по международным отношениям в Оксфорде.
В 1995—1996 — директор представительства банка Parex на Украине.
В 1996—1999 — торговый атташе Посольства Латвии на Украине, представитель Латвийской ассоциации коммерческих банков.
В 1991—2001 годах работал директором департамента банка Parex.
С 2001 года работал торговым атташе Латвии в Республике Беларусь, представлял в РБ Латвийскую ассоциацию коммерческих банков, был председателем правления банка Nordinvest.
C января по сентябрь 2005 года — советник посольства ЛР в Турции.
С ноября 2006 по октябрь 2007 года — секретарь посольства ЛР в Азербайджане.
С ноября 2007 по июль 2010 года — Чрезвычайный и Полномочный посол ЛР в Азербайджане.
С августа 2010 года возглавлял посольство Латвии в Республике Беларусь.
В 2015—2016 году руководил консульским департаментом МИДа, затем исполнял обязанности заместителя директора дирекции об обеспечению консульской и дипломатической службы.
С августа 2017 года возглавил посольство Латвийской Республики в Ташкенте, отвечая также за Туркменистан.